# Đông Neisse
```
Đông Neisse
,
[
1
]
 còn được biết đến với tên tiếng Ba Lan là 
Nysa Kłodzka
 (
tiếng Đức
: 
Glatzer Neiße
, 
tiếng Séc
: 
Kladská Nisa
), là một 
con sông
 ở phía tây nam 
Ba Lan
, một nhánh bên trái của sông 
Oder
, với chiều dài là 188
 
km (dài thứ 21) và diện tích lưu vực là 4.570 
 
 km² (3.742 ở Ba Lan).
[
2
]
```

Trước Thế chiến II, nó là một phần của Đức. Trong Hội nghị Yalta, nó đã được các đồng minh phương Tây thảo luận như là một dòng sông biên giới phía tây Ba Lan. Các nỗ lực đã được thực hiện để đàm phán một thỏa hiệp với Liên Xô trên biên giới mới giữa Ba Lan-Đức; nó đã được đề xuất rằng Đông Neisse là một ranh giới. Điều này có nghĩa là (Đông) Đức có thể đã giữ lại khoảng một nửa Silesia, bao gồm hầu hết Wrocław (trước đây là Breslau). Tuy nhiên, Liên Xô đã từ chối lời đề nghị tại Hội nghị Potsdam và nhấn mạnh rằng ranh giới phía nam giữa Đức và Ba Lan sẽ được kéo về phía tây, tại Lusatian Neisse.

## Lũ lụt
Đông Neisse bắt nguồn từ dãy núi Śnieżnik của Sudetes, gần biên giới với Cộng hòa Séc. Nó được quy định một phần. Nước trên con sông thường rời bờ và tràn vào các thị trấn lân cận, nhiều lúc phá hủy chúng hoàn toàn. Biên niên sử thị trấn từ Kłodzko đề cập đến lũ lụt trong những năm sau:
- Thế kỷ XIV: 1310
- Thế kỷ XV: 1441, 1464, 1474
- Thế kỷ XVI: 1500, 1522, 1524, 1560, 1566, 1570, 1587, 1589, 1591, 1598,
- Thế kỷ XVII: 1602, 1603, 1605, 1610, 1611, 1612, 1625, 1646, 1652, 1655, 1689, 1693, 1696
- Thế kỷ XVIII: 1702, 1703, 1713, 1724, 1735, 1736, 1740, 1755, 1763, 1767, 1775, 1785, 1787, 1789, 1799
- Thế kỷ XIX: 1804, 1806, 1827, 1828, 1829, 1831, 1850, 1854, 1879, 1881, 1883, 1891, 1897
- Thế kỷ XX: 1900, 1903, 1907, 1938, 1952, 1997, 1998

## Thị trấn
Cho đến năm 1945, các thị trấn này nằm trên lãnh thổ Đức và phần lớn là người Đức. Tên tiếng Đức được in nghiêng.
- Bardo (Wartha)
- Bystrzyca Kłodzka (Habelschwerdt)
- Kamieniec Ząbkowicki (Kamenz NS)
- Kłodzko (Glatz)
- Lewin Brzeski (Löwen)
- Międzylesie (Mittelwalde) - cả hai tên đều có nghĩa là "Middle Wood"
- Nysa (Neiße)
- Otmuchów (Ottmachau)
- Paczków (Patschkau)